# Santa Anita (Tlaquepaque)
Santa Anita es una localidad asentada en el municipio de San Pedro Tlaquepaque, Jalisco, México, así como en el decanato de Toluquilla.
Alrededor del 1500 un grupo de indios Tlaxomulcas se asentaron cerca de esta región, y le dieron el nombre de Atlixtac (del náhuatl “Agua Blanca”). En 1541, como consecuencia de la terrible guerra del Mixtón, los españoles los forzaron a trasladarse a lo que hoy es el pueblo de Santa Anita. Los franciscanos construyeron una capilla en honor de la Patrona del pueblo, la Señora Santa Ana. El 2 de octubre de 1542 se fundó oficialmente el pueblo de Santa Ana Atlixtac. A finales del siglo XVIII el nombre del pueblo cambió a Santa Anita, y lo ha mantenido hasta la actualidad.
En el decreto número 1061 del 17 de septiembre de 1904 se estipulaba que "La Comisaría de Santa Anita, del Municipio de Tlajomulco, pertenecerá en lo sucesivo al de San Pedro Tlaquepaque".
Con una superficie de 138 hectáreas, este pueblo tiene aproximadamente 20.000 habitantes, siendo tras la cabecera, Tlaquepaque, la segunda localidad por población de las 120 del municipio. En 1990 tenía 10.187 habitantes y en 1995, 11.844.
Su máxima expresión social es la devoción hacia la imagen de la Virgen de Santa Anita, imagen traída a este lugar por un fraile franciscano. Dicha imagen es pequeña, con apenas 45 cm de altura. Su coronación pontificia fue concedida por Su Santidad Juan Pablo II el 29 de mayo del 2004. Las fiestas patronales se celebran del 24 de enero al 2 de febrero.

## Veneración de la Imagen de Nuestra Señora de Santa Anita

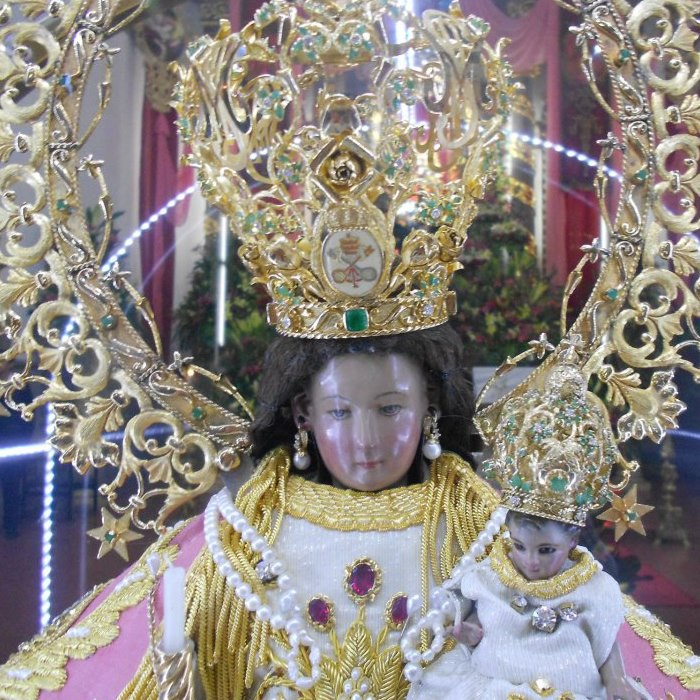
Imagen de Santa Anita.

La Taumaturga imagen de Ntra. Sra. De Santa Anita mide 45 cm de largo, es de talla española con túnica bermellón opaco, posee manto verde mar esmaltado, su cara es ovalada, pero sus facciones son recogidas y extremadamente finas, la nariz es pequeña, no en exceso, sino bien proporcionada, muy noble y aguileña, su boca pequeña, sus ojos son grandes y muy rasgados de color aceituna, la mirada es tranquila y amable, en su brazo derecho tiene una candela lo que revela su advocación actual, y en el derecho lleva en brazo un niño pequeño de madera maciza de tiempo más reciente, en el dedo anular de su mano derecha sostiene un anillo, sobre su vestido se le colocó una canasta con dos palomas con motivo de la presentación del niño Jesús al templo y de su santa purificación, está colocada sobre una peaña de plata donde se muestra el misterio de la llegada de la Imagen a la Población y sobre su cabeza y la del niño descansa una corona y una aureola de oro puro.

### Origen y arribo a la localidad
Existen varias versiones acerca de la llegada de la Imagen de la Virgen entre 1530 y 1535. Algunos historiadores dicen que fue donada por fray. Antonio de Segovia, otros dicen que fue fray. Miguel de Bolonia, pero ninguna de estas conjeturas es comprobable. La versión más aceptada entre la población es que la imagen llegó por medio de un fraile español que pasaba por el pueblo y se encontraba enfermo. Fue recibido por una india de nombre Justina o Agustina (quien ya se había convertido al catolicismo) y que era la única curandera del poblado. Justina cuidó al fraile hasta su muerte, después de la cual la india tuvo que hacerse cargo de la imagen que el ermitaño traía consigo. Justina ocultó a la imagen y varios días después la imagen comenzó a manifestar milagros. [cita requerida]
Cuando Justina iba a visitar algún enfermo para tratar de curarlo con hierbas medicinales, colocaba una serie de velas a los pies de la sagrada imagen para rogar por el enfermo. Un día, al encender las velas, observó que el rostro de la virgen cambiaba de color. Atribuyó este hecho a una señal milagrosa y notó que cuando el rostro cambiaba a moreno, sin luz y trigueño era señal de que el enfermo moriría inevitablemente. Sucedido esto, regresaba a la casa del enfermo y le hacía saber que su muerte estaba pronta y que lo único que podría hacer era disponerse al Señor para una buena muerte. En cambio, cuando Justina observaba el rostro vivo y encarnecido, era señal de que el enfermo sanaría y viviría, por lo cual volvía con él y administraba sus procesos curativos. [cita requerida]
Estos hechos se repitieron con tranquilidad hasta que Justina fue llamada por las autoridades eclesiásticas para comprobar los sucesos, que hoy día son considerados como los grandes milagros de Ntra. Sra. de Santa Anita. Con el tiempo la india Justina murió y los pobladores optaron que la imagen fuera llevada a la capilla del hospital que se encontraba frente al templo de la Señora de Santa Ana, quien fuera patrona principal del pueblo. 
En 1700 la imagen fue trasladada al templo donde se encontraba la Señora Santa Ana. El entonces párroco, el P. Téllez, cambió las vestiduras rotas de la imagen y le colocó nuevas, y se determinó que la advocación sería la de la Asunción, tras lo cual su fiesta comenzó a celebrarse el 15 de agosto. Posteriormente, en 1776, la advocación se cambió a la Nuestra Señora de la Candelaria o Santa María de la Purificación, celebrándose a partir de 1782 cada dos de febrero como fiesta patronal. [cita requerida]

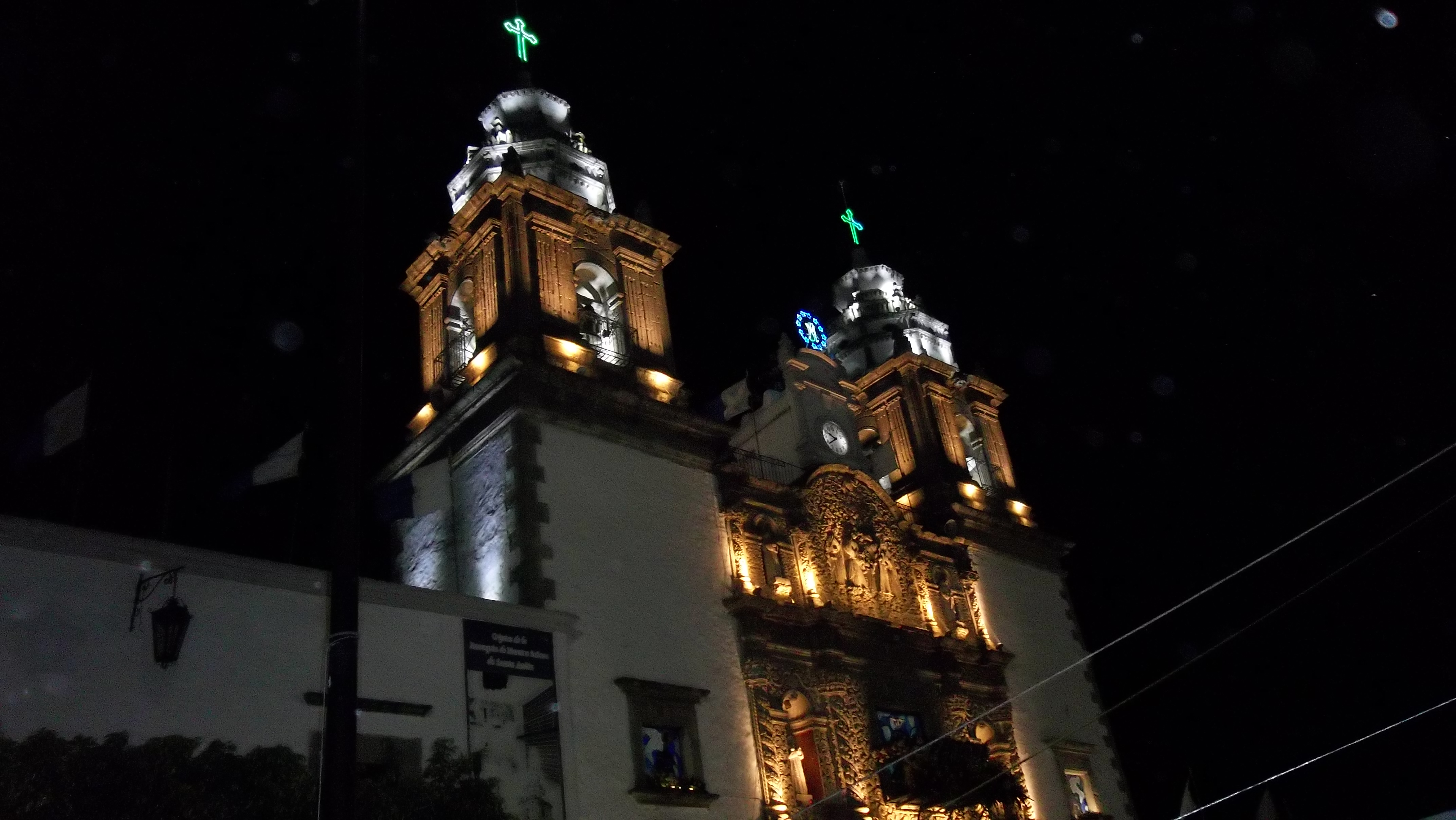
Vista de la parroquia por la noche

## Santa Anita por elsigloXXI
Las principales actividades son la agricultura y el comercio. Para el desarrollo educativo, este pueblo cuenta con un gran número de instituciones para educación preescolar, primaria, secundaria, preparatoria tanto públicas como privadas.
Destacando cientos de profesionistas que hoy va en crecimiento, gracias al gusto y superación de sus jóvenes por el estudio universitario. 
Pero sin duda, lo más importante es que Santa Anita sigue portando la vida sencilla del pueblo, cosa que atrae sobre todo a la gente de la ciudad a trasladarse a vivir en esta población. 